# Mauricio Verón
Nombre futbolista (San Lorenzo, Santa Fe, Argentina, 2 de julio de 1979) es un exfutbolista argentino jugaba de defensa o mediocampista defensivo y su último club fue Concepción FC de la tercera división del fútbol argentino.

## Trayectoria
Surgido de Club Atlético Argentino de Quilmes club con el que debutó en 1998, estuvo hasta 1999 en este conjunto. 
En el 2000 pasó a Belgrano de Córdoba hasta el 2001. 
En el 2001 se fue a jugar en el fútbol coreano siendo esta su primera experiencia en el fútbol extranjero para jugar en el Ulsan Hyundai. 
En el 2002 vuelve al fútbol argentino para jugar en Quilmes Atlético Club hasta el 2003. En ese mismo año pasa a Club Atlético Argentino de Rosario. 
En el 2004 pasó a Club Atlético Tigre, club con el que consiguió el Apertura de 2004 de la Primera B Metropolitana. En el 2005 vuelve a Club Atlético Argentino de Rosario. 
En el 2005 pasó a Club Atlético Central Córdoba hasta el 2006.
En el 2006 pasó a Independiente de La Rioja. hasta el 2007. En ese mismo año pasó a Club Atlético Tucumán, con el que consiguió el ascenso a la B Nacional, donde marcó el gol que lo llevó a las tanda de penales y el ascenso a la Primera División de Argentina jugó 45 partidos e hizo un gol.
En el 2009 pasa a Racing de Córdoba hasta 2013
En 2014 ficha para Concepción FC, con el cual consigue el ascenso al Torneo Federal A después de que El Cuervo estuviera 17 años en el Torneo Argentino B. Jugo 22 partidos e hizo el gol que le dio el ascenso en la derrota 3 a 2 (en la ida había ganado Concepción Fc 3 a 0, entonces el global quedó 5 a 3). En 2017 decidí retirarse de la práctica profesional.

## Clubes
| Club                      | País          | Año           |
| ------------------------- | ------------- | ------------- |
| Argentino de Quilmes      | Argentina     | 1998 - 1999   |
| Belgrano de Córdoba       | Argentina     | 2000 - 2001   |
| Ulsan Hyundai             | Corea del Sur | 2001 - 2002   |
| Quilmes                   | Argentina     | 2002 - 2003   |
| Argentino de Rosario      | Argentina     | 2003          |
| Tigre                     | Argentina     | 2004          |
| Argentino de Rosario      | Argentina     | 2005          |
| Central Córdoba           | Argentina     | 2005 - 2006   |
| Independiente de La Rioja | Argentina     | 2006 - 2007   |
| Atlético Tucumán          | Argentina     | 2007-2009     |
| Racing de Córdoba         | Argentina     | 2009-2013     |
| Concepción FC             | Argentina     | 2014-presente |

## Palmarés

### Campeonatos nacionales
| Título                    | Club                 | País      | Año     |
| ------------------------- | -------------------- | --------- | ------- |
| Torneo Apertura Primera B | Argentino de Quilmes | Argentina | 1998    |
| Torneo Clausura Primera B | Argentino de Quilmes | Argentina | 1999    |
| Torneo Apertura Primera B | Tigre                | Argentina | 2004    |
| Torneo Argentino A        | Atlético Tucumán     | Argentina | 2007/08 |
| Primera B Nacional        | Atlético Tucumán     | Argentina | 2008/09 |
| Torneo Federal B 2015     | Concepción FC        | Argentina | 2015    |